# N(eon)
N[eon] je film, který natočil režisér Dave McKean podle vlastního scénáře. Snímek sleduje muže (Eamonn Collinge), který putuje Benátkami. Občasně se ve filmu objevuje také žena (Eileen Daly). Vypravěčem příběhu ve filmu je velšský hudebník a skladatel John Cale, který s režisérem spolupracoval na několika dalších projektech (mj. ilustroval jeho autobiografickou knihu What's Welsh for Zen a vytvořil obal k albu Circus Live). Film získal hlavní cenu na mezinárodním festivalu krátkých filmů ve francouzském městě Clermont-Ferrand.